# Acianthera maculiglossa
Acianthera maculiglossa är en orkidéart som beskrevs av Guy Robert Chiron och N.Sanson. Acianthera maculiglossa ingår i släktet Acianthera och familjen orkidéer. Inga underarter finns listade i Catalogue of Life.